# Pałac w Kębłowicach
Pałac w Kębłowicach – zabytkowy pałac we wsi Kębłowice. 

## Historia
Pałac zbudowany w 1882 na planie zbliżonym do prostokąta przez Leopolda von Jedlnieńskiego. Jest to dwukondygnacyjny budynek, do którego przylegają ośmioboczne wieżyczki w narożnikach. W centralnym miejscu znajduje się drewniana wieżyczka widokowa. Obiekt zalicza się do stylu neobarokowego.  W czasie II wojny światowej pałac był siedzibą Gestapo. Po wojnie został przejęty przez Skarb Państwa. Obecnie trafił on w ręce prywatnego właściciela. Zabytek jest częścią zespołu pałacowego, w skład którego wchodzą jeszcze: 
- park
- zabudowania gospodarcze.